# Tesaglitazar
Tesaglitazar (còn được gọi là AZ 242) là một chất chủ vận thụ thể kích hoạt thụ thể peroxisome kép có ái lực với PPARα và PPARγ, được đề xuất để kiểm soát bệnh tiểu đường loại 2.
Thuốc đã hoàn thành một số thử nghiệm lâm sàng giai đoạn III,  tuy nhiên vào tháng 5 năm 2006 AstraZeneca tuyên bố rằng nó đã ngừng phát triển thêm.